# Chiesa di Santa Maria (Sommariva del Bosco)
La chiesa di Santa Maria è una chiesa cattolica situata a Sommariva del Bosco (CN).

## Collocazione
La chiesa sorge sulle prime propaggini del Roero, verso la pianura alluvionale in corrispondenza del vallone che il rio Pocapaglia scava tra queste modeste alture. È serrata dal cimitero, sorto ai primi dell'Ottocento, e dal cascinale, detto dei “Capusin” (dei frati cappuccini), che deve essere coevo alla costruzione del convento.

## Storia
L'edificio risale al 1539 ma grandi “ristorazioni” nel 1840 ne hanno mutato radicalmente le forme. La cappella assume l'aspetto attuale 200 anni fa', nel 1807, in pieno apogeo dell'impero napoleonico. In quel periodo, signore di Sommariva è Tommaso Seyssel d'Aix, quarto marchese di Sommariva del Bosco e marchese di Aix, creato anche conte dell'Impero francese con lettere patenti imperiali del 14 febbraio 1810.
La leggendaria campagna d'Egitto del 1798 diede il via alla vera e propria egittologia con la scoperta della famosa stele di Rosetta. È proprio durante questa stagione di rinnovata passione negli studi dell'antico Egitto che il marchese Tommaso Seyssel commissiona un progetto di ristrutturazione della cappella dei Cappuccini, i quali, dopo avervi costruito accanto un convento nel 1613, nel 1802 furono costretti ad abbandonare edificio e giardini a seguito delle leggi francesi. Venne così dotata di un portico, di un'ampia facciata triangolare, che anche attraverso le decorazioni pittoriche (ormai sbiadite) ricordasse una piramide, mentre gli angoli superiori arrotondati ricordano l'antico copricapo egiziano (il khepresh); viene eretto un insolito campanile a forma di tronco di piramide molto allungata e stretta, che, a guardarlo bene, assomiglia molto a un obelisco. Il restauro venne studiato affinché l'edificio assomigliasse a un sarcofago egiziano e ricordasse nelle linee l'antico Egitto. Non a caso, la chiesa è tuttora la tomba di famiglia della dinastia dei Seyssel d'Aix.
Tra l'altro è proprio grazie a questa chiesa che si è conservato il più antico documento che menzioni l'abitato di “Summaripa”: il 5 giugno 1059 un tale “Richardo, filius quondam Gunterius ” vendette alla badessa di Caramagna la quarta parte della “capella… edificata in onore Sancte Marie” e senza saperlo attestò per la prima volta nella storia l'esistenza del borgo.

## Descrizione
La facciata di gusto neogotico si slancia verso l'alto nonostante la sua mole massiccia. Situata a ponente del cimitero, per la sua insolita forma architettonica viene descritta come una chiesa “dotata di una singolare facciata”. In realtà ad essere singolare non è solo la “facciata”: l'intera struttura è quantomeno inusuale per essere una piccola chiesa di campagna. Contornata da curiosi pinnacoli laterali essa è caratterizzata dalla forma originale del campanile. Altro aspetto curioso è la decorazione plastica esterna: sono numerose le colonnine pensili che si aggrappano alla facciata e alle paraste laterali dell'edificio: pare rappresentino, per analogia funebre, giganteschi ceri.
La chiesa è preceduta da un locale di ingresso aperto, un nartece, coperto da tre volte a crociera. L'interno si presenta ad unica navata con copertura a crociere, suddivisa in quattro campate più abside poligonale. L'illuminazione è dovuta a due sole aperture, di sagoma semicircolare ed esposte, a sud, velate da vetri policromi in viola e giallo. Le crociere sono a tutto sesto e la navata, unica, pare più ampia che alta. La balaustra lignea separa il corpo della chiesa dal presbiterio, conserva un'elegante forma curva. Sul fianco sinistro guardando l'altare, nella tamponatura di una delle cappelle barocche del 1622, è inserita, in una nicchia lignea, una statua della Madonna.
La decorazione interna, a fresco, è attribuito a Giovanni Maria Borri, pittore di Sommariva (1811/1876). Solo nella finestra della tribuna marchionale il disegno decorativo si fa più complesso. Nel locale rimasto aperto dietro il finto confessionale sinistro, nei resti di una delle cappelle laterali del 1622, sono ravvisabili alcuni schizzi a carboncino che paiono essere la preparazione del motivo decorativo delle colonne a fascio e dei costoloni delle crociere. Tale motivo decorativo è ripreso nell'apparato ligneo del coro, del presbiterio e dei confessionali laterali. L'autore di questa raffinata opera di ebanisteria, datata 1840, è ignoto. Le alate testoline di angioli che decorano l'apice degli stalli hanno la rusticità paesana dell'artista locale ma anche la mestizia della loro funzione funebre e fanno supporre che l'artista fosse del luogo.
Attualmente, varcato il portale d'ingresso di gusto barocco, posto alla destra della facciata di S. Maria, sovrastato da un consunto affresco della Madonna con Bimbo, si entra nel chiostro. Questo è addossato alla chiesa e si presenta aperto verso sud con appendici adiacenti di ex locali conventuali. Nel cortile è presente un pozzo con elegante vera in mattoni ed elegantissima ghiera in ferro battuto di gusto prettamente barocco.